# بوی روح نوجوانی می‌ده
«بوی روح نوجوانی می‌ده» (به انگلیسی: Smells Like Teen Spirit) نام یکی از ترانه‌های گروه گرانج نیروانا است. این ترانهٔ آغازین آلبوم سال ۱۹۹۱ گروه با نام بی‌خیال هست، که توسط کرت کوبین، کریست ناواسلیک و دیو گرول نوشته شده و تهیه‌کنندهٔ آن بوچ ویگ است.
موفقیت غیرمنتظرهٔ این ترانه باعث شد آلبوم مهم نیست به صدر جدول پرفروش‌ترین‌های ماه‌های آغازین سال ۱۹۹۲ راه پیداکند و اغلب از آن به‌عنوان نقطهٔ شروع تبدیل شدن آلترنتیو راک به جریان اصلی موسیقی یاد می‌شود. «بوی روح نوجوانی می‌ده» که موفق‌ترین اثر گروه تا آن زمان به‌شمار می‌آمد در زمان انتشارش به رتبهٔ ۱ام جدول ۱۰۰ ترانهٔ پرفروش روز آمریکا رسید و طی سال ۱۹۹۱ و ۱۹۹۲ در رده‌های بالای جدول‌های فروش صنعت موسیقی باقی‌ماند.
ترانه نقدهای مساعد بسیاری دریافت کرد، برگزیدهٔ منتقدان موسیقی هفته‌نامهٔ ویلج ویس شد، نامزد ۲ جایزهٔ گرمی شد و ۲ جایزه برای ویدئوی‌اش از مراسم سالیانهٔ جوایز موسیقی اِم‌تی‌وی دریافت کرد که یک تغییر مسیر مهم برای محصولات موسیقی تلویزیونی به‌شمار می‌آمد. «بوی روح نوجوانی می‌ده» به سرود کودکان بی‌تفاوت مشهور به نسل ایکس تبدیل شد. با این وجود خود اعضای نیروانا با این موفقیت بزرگی که نصیب‌شان شده‌بود زیاد احساس راحتی نمی‌کردند.
«بوی روح نوجوانی می‌ده» به تالار مشاهیر راک اند رول و تالار مشاهیر گرمی راه یافته‌است. این ترانه در رده‌بندی ۵۰۰ ترانهٔ برتر همهٔ دوران نشریهٔ رولینگ استون، جایگاه پنجم را به‌خود اختصاص داده‌است.

## درباره
کوبین خودش به این مسئله اذعان داشت که ریف اصلی این ترانه را از «بیش از یک احساس» بوستون به عاریت گرفته‌است و شاید واضح‌ترین اشارهٔ او به این موضوع نواختن چند ثانیه‌ای بخشی از «بیش از یک احساس» به‌عنوان پیش‌درآمد ترانهٔ «بوی روح نوجوانی می‌ده» در ریدینگ فستیوال ۱۹۹۲ بود.
«کرت بوی روح نوجوانی می‌ده» جمله‌ای بود که کتلین هانا زمانی روی دیوار آپارتمان کوبین در المپیای واشینگتن نوشته‌بود و بعداً کوبین آن را به‌صورت «بوی روح نوجوانی می‌ده» برای نام این ترانه استفاده کرد. «روح نوجوانی» (Teen Spirit) مارک عطری بود که تابی ویل که در آن زمان دوست‌دختر کوبین بود از آن استفاده می‌کرد و جملهٔ هانا تعبیری شیطنت‌آمیز از علاقهٔ کوبین به ویل بود.
کوبین بعداً گفته‌بود که او این ترانه را چند هفته قبل از آن‌که آلبوم منتشر شود نوشته بود. نام بقیهٔ اعضای نیروانا به‌این خاطر در شناسنامهٔ ترانه به‌چشم می‌خورد چون آن‌ها فقط در به‌پایان رساندن آن به کوبین کمک کردند.

## رتبه در جدول
| جدول (۱۹۹۱–۱۹۹۲)                    | جایگاه |
| ----------------------------------- | ------ |
| تک‌آهنگ‌های استرالیا                  | ۵      |
| تک‌آهنگ‌های اتریش                     | ۸      |
| تک‌آهنگ‌های بلژیک                     | ۱      |
| تک‌آهنگ‌های هلند                      | ۳      |
| تک‌آهنگ‌های فرانسه                    | ۱      |
| تک‌آهنگ‌های آلمان                     | ۲      |
| تک‌آهنگ‌های نیوزیلند                  | ۱      |
| تک‌آهنگ‌ها نروژ                       | ۲      |
| تک‌آهنگ‌های اسپانیا                   | ۱      |
| تک‌آهنگ‌های سوئد                      | ۳      |
| تک‌آهنگ‌های سویس                      | ۶      |
| تک‌آهنگ‌های بریتانیا                  | ۷      |
| آمریکا بیلبورد ۱۰۰ آهنگ داغ بیلبورد | ۶      |
| آمریکا (ترانه‌های برتر مین‌استریم)    | ۷      |
| آمریکا (ترانه‌های مدرن راک)          | ۱      |
| آمریکا (بهترین ترانه‌های کلوب)       | ۱۴     |
| آمریکا                              | ۲۷     |